# Villa San Michele (Capri)
(Axel Munthe)
Villa San Michele è un museo sito nel comune di Anacapri, nell'isola di Capri.
La villa prende il nome da una piccola cappella che sorgeva in epoca medioevale alla fine della Scala Fenicia nel territorio appunto di Anacapri.

## Storia
Villa San Michele sorge sullo stesso sito in cui, in età romana, vi era una delle dodici ville capresi fatte costruire dall'imperatore Tiberio, che da Capri governò l'Impero dal 27 al 37 d.C. L'archeologo Giuseppe Feola, agli inizi del XIX secolo, nel suo Rapporto sullo stato attuale dei ruderi Augusto-Tiberiani nell'isola di Capri menziona diversi reperti, pavimenti musivi e lastre marmoree, portati alla luce in questa esatta località, all'epoca inglobata nel giardino del principe napoletano Gallo.
Nel 1895 il medico svedese Axel Munthe si innamorò del sito, in cui erano presenti anche i resti di un'antica cappella del X secolo dedicata a San Michele, e volle acquistarlo a tutti i costi. Mentre eseguiva i lavori di restauro rinvenne nel vigneto adiacente al rudere la presenza dei resti superstiti dell'antica villa romana, tra cui un segmento di muratura in opus reticulatum e due piccoli ambienti affrescati e pavimentati. La casa fu ornata da diversi altri reperti archeologici, che tuttavia non furono rinvenuti in situ (considerata la loro datazione, successiva all'età giulio-claudia) ma che comunque Munthe salvò dall'incuria degli abitanti locali, che spesso li utilizzavano come materiale edile da riuso o li distruggevano in quanto di intralcio negli scassi per le vigne: iperbolicamente, Munthe parlò di «migliaia di lucide lastre di marmo ... antichità ... dozzine di iscrizioni funerarie ... innumerevoli frammenti di sculture primitive romane».

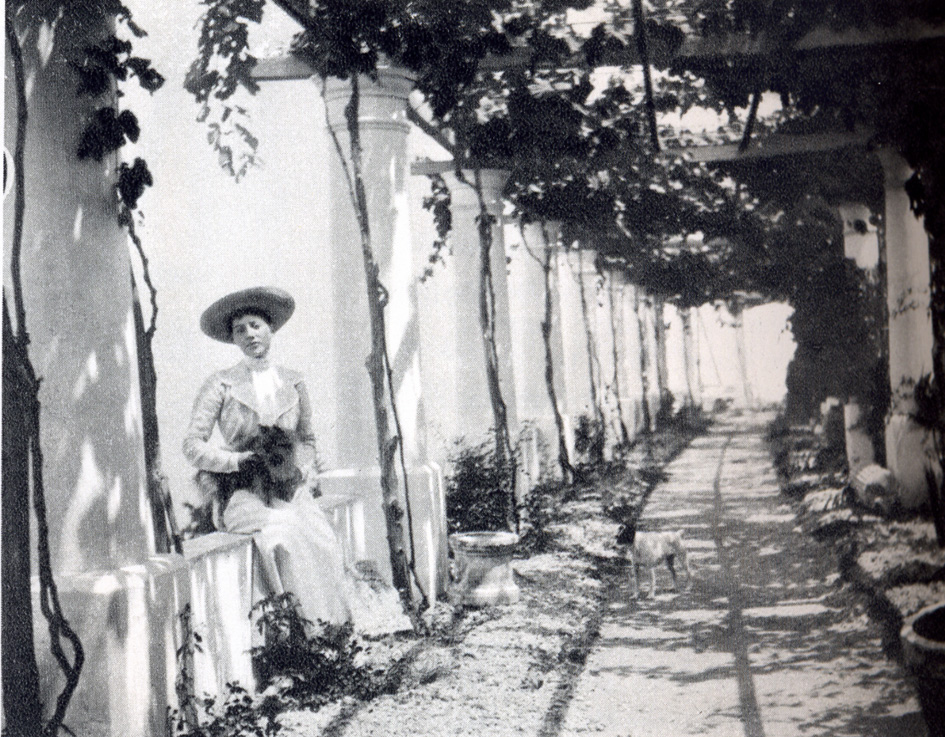
La principessa Maria Luisa di Hannover nel pergolato della Villa in una fotografia scattata nel 1903

La costruzione della villa durò molti anni, non solo per le difficoltà di costruire senza vie di comunicazione e di approvvigionamento, che non fossero pedonali, con la vicina Capri ed il mare, ma anche per le numerose vicissitudini legate alla vita professionale del medico svedese. La storia della sua vita è raccontata dallo stesso Munthe in una autobiografia, intitolata La storia di San Michele, e con la quale ripercorre anche le varie fasi della costruzione della villa. Pubblicato a Londra nel 1929, La Storia di San Michele, sintesi delle vicende biografiche di Munthe nonché di varie riflessioni sulla vita e la morte, l'etica medica e i diritti di animali, si è rivelato uno dei libri più letti di tutto il Novecento.
Sin da quando era un cantiere, la Villa attrasse numerose personalità del beau monde dell'Ottocento: ne furono ospiti Soren e Marie Krøyer nel 1896, Oscar Wilde nel 1897, Henry James nel 1899 e Rainer Maria Rilke nel 1907. Al contrario, Munthe non abitò per molto tempo Villa San Michele, poiché una malattia agli occhi lo costrinse a ritirarsi nella meno luminosa Torre Materita, una fortezza medievale dei monaci certosini che pure acquistò nel 1902 e fece restaurare. La villa quindi venne affittata alla marchesa Luisa Casati, che vi condusse per molti anni una vita stravagante e a volte eccessiva. Nel corso del suo soggiorno, la Casati cambiò sensibilmente l'impostazione estetica della villa, rinnegando la semplicità solare preferita da Munthe e inserendo drappeggi di velluto nero, tappeti scurissimi, pellicce di animali, tende di pizzo dorato: l'unica testimonianza oggi superstite di questo stravolgimento estetico è una scritta posta nel cosiddetto Salone Francese: «Oser. Vouloir. Savoir. Se taire» [Osare. Volere. Sapere. Tacere].
Alla morte di Munthe, avvenuta a Stoccolma nel 1949, Villa San Michele fu lasciata in eredità allo stato svedese. Negli anni 1930 fu aperta ai visitatori e, nel 1950, fu musealizzata, divenendo uno dei siti turistici più frequentati dell'isola di Capri.

## L'edificio

### Descrizione generale
Il complesso risulta articolato su più livelli. Al piano terra vi è la sala da pranzo, arredata con mobilio bolognese in legno di età rinascimentale e con utensili svedesi in stagno risalenti al XVIII secolo; sull'uscio dell'ingresso è presente la copia di un mosaico della pompeiana casa delle Vestali, raffigurante uno scheletro coppiere con due anfore da vino: si tratta di un memento mori, essendo Munthe particolarmente sensibile al tema della morte, «datrice di vita, distruttrice di vita, principio e fine», come egli stesso scrisse nella Storia di San Michele.
Sempre al piano terra è presente la cucina e un piccolo atrio, ornato da un pozzo di età romana al centro, utilizzato per la raccolta delle acque, nonché da varie epigrafi latine murate nelle pareti perimetrali e da una colonna scanalata, rinvenuta in situ durante la costruzione dell'edificio. Le varie statue presenti nelle nicchie, invece, sono copie tarde di originali antichi raffiguranti patrizi romani, come Livia Drusilla, la moglie di Augusto. 
Dall'atrio si innesta la scalinata che conduce al piano superiore, dove vi sono la camera da letto (originariamente una terrazza), la Camera Francese, e infine lo Studio, impreziosito da una testa di Gorgone, copia romana di originale greco proveniente dal tempio di Venere e Roma che Munthe probabilmente acquistò da un antiquario.

### La sfinge
Si tratta dell'oggetto della Villa sul quale si narrano più leggende; situata in fondo al portico della cappella, essa risale al regno di Ramsete II, nel XIII secolo a.C. Tutto fa pensare che provenga dalla penisola italiana, ma non è chiaro come Axel Munthe ne fosse venuto in possesso. Ne La storia di San Michele racconta di averla trovata in campagna dove si precipitò al mattino dopo un sogno premonitore:
(Axel Munthe)
Prima che la Sfinge egizia trovasse la sua attuale collocazione, al suo posto si trovava la Sfinge etrusca che fu successivamente collocata sulla terrazza accanto all'ingresso della cappella. La scelta della Sfinge come simbolo della Villa può essere stata ispirata dal poeta tedesco Jean Paul, molto amato da Munthe, che paragonò l'isola di Capri proprio ad una sfinge.